# 변재진
변재진(卞在進, 1953년 8월 17일 ~ )은 대한민국의 보건복지부 장관을 지낸 공무원이다. 

## 생애
본관은 초계이며, 경상남도 밀양군 출생이다. 1975년 행정고시 16회에 합격하여 공직생활을 시작한 후 2007년 6월 18일부터 2008년 2월 29일까지 보건복지부 장관을 지냈다.

## 학력
- 경복고등학교 졸업
- 서울대학교 상과대학 경영학 학사
- 미시간 주립 대학교 경제학 석사
- 하와이 대학교 경제학 박사

## 경력
- 1995년: 대통령비서실 행정관
- 1997년: 기획예산처 예산실 재정계획과장
- 1998년: 기획예산처 재정기획국 재정기획과장
- 1999년: 기획예산처 재정기획국 기획총괄과장
- 2002년: 기획예산처 공보관
- 2003년: 기획예산처 기금정책국장
- 2004년: 대통령비서실 국가균형발전위원회 기획단장
- 2005년: 기획예산처 재정기획실장
- 2005년: 기획예산처 재정전략실장
- 2006년: 보건복지부 차관
- 2007년: 보건복지부 장관
- 2008년: 참여정부 국무위원
- 시장경제연구원 이사